# Esgrima als Jocs Olímpics d'estiu de 1912 - sabre per equips masculí

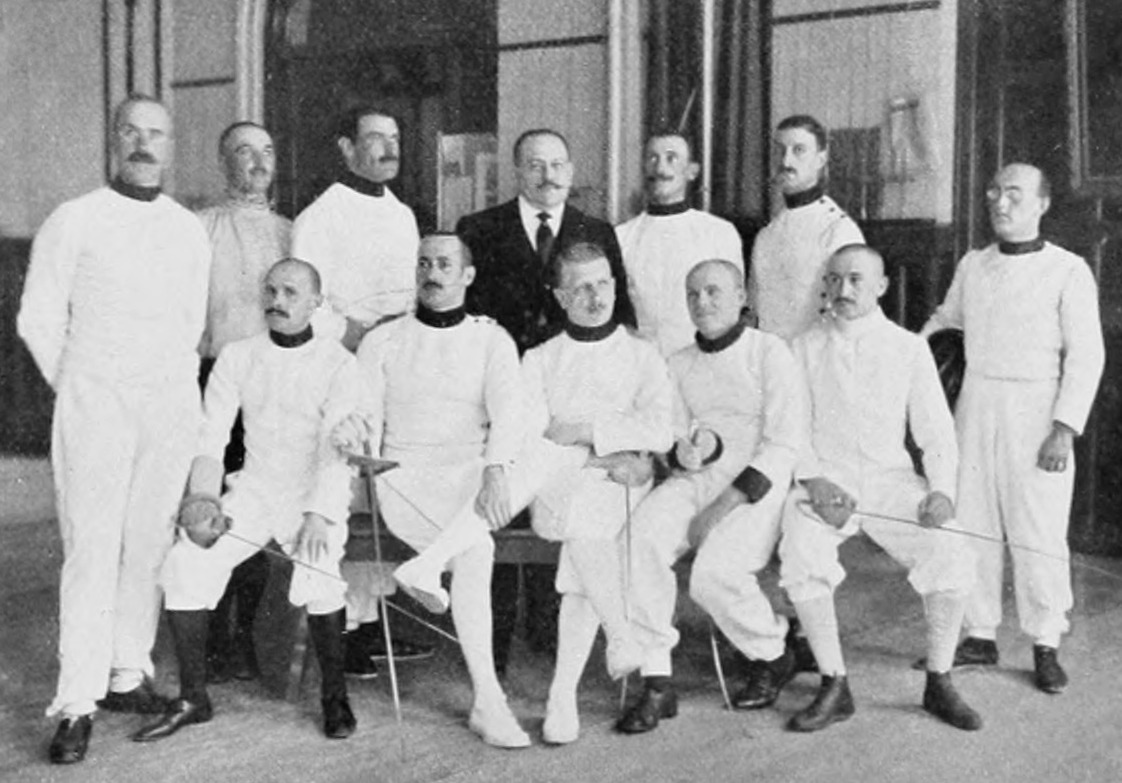
Equip hongarès de sabre als Jocs de 1912

La competició de sabre per equips masculina va ser una de les cinc proves del programa d'esgrima que es van disputar als Jocs Olímpics d'Estocolm de 1912. La prova es va disputar entre el 14 i el 15 de juliol de 1912, amb la participació d'onze equips diferents.

## Medallistes
| Or | Plata | Bronze |
| Hongria Jenő Fuchs László Berty Ervin Mészáros Dezső Földes Oszkár Gerde Zoltán Schenker Péter Tóth Lajos Werkner | Àustria Richard Verderber Otto Herschmann Rudolf Cvetko Friedrich Golling Andreas Suttner Albert Bogen Reinhold Trampler | Països Baixos Willem van Blijenburgh · George van Rossem · Adrianus de Jong · Jetze Doorman · Dirk Scalongne · Hendrik de Jongh |

## Equips
| Alemanya - Friedrich Schwarz - Fritz Jack - Johann Adam - Georg Stöhr - Walther Meienreis - Hermann Plaskuda - Jakob Erckrath de Bary - Emil Schön - Julius Lichtenfels Àustria - Richard Verderber - Otto Herschmann - Rudolf Cvetko - Andreas Suttner - Friedrich Golling - Albert Bógathy - Reinhold Trampler Bèlgica - Henri Anspach - Léon Tom - Marcel Berré - Philippe Le Hardy de Beaulieu - Robert Hennet | Bohèmia - Josef Pfeiffer - Vilém Goppold z Lobsdorfu, Sr. - Bedřich Schejbal - Josef Čipera - Otakar Švorčík Dinamarca - Jens Berthelsen - Ejnar Levison - Hans Olsen - Ivan Osiier - Lauritz Christian Østrup Hongria - Jenő Fuchs - Zoltán Schenker - László Berti - Ervin Mészáros - Péter Tóth - Lajos Werkner - Oszkár Gerde - Dezső Földes | Itàlia - Edoardo Alaimo - Giovanni Benfratello - Fernando Cavallini - Nedo Nadi - Ugo Di Nola - Gino Belloni Països Baixos - Jetze Doorman - Dirk Scalongne - Adrianus de Jong - Willem Hubert van Blijenburgh - Hendrik de Iongh - George van Rossem Regne Unit - Archie Corble - Edward Brookfield - Alfred Ridley-Martin - Harry Butterworth - Richard Crawshay - William Marsh | Rússia - Vladimir Andreyev - Aleksandr Shkylev - Vladimir Danich - Apollon Guiber von Greifenfels - Nikolay Kuznetsov - Aleksandr Mordovin - Georgy Zakyrich - Anatoly Timofeyev Suècia - Axel Jöhncke - Helge Werner - Birger Personne - Carl-Gustaf Klerck |

## Resultats

### Quarts de final
Els dos millors equips de cada sèrie passen a semifinals.
| Sèrie A | Sèrie A       | Sèrie A  | Sèrie A | Sèrie A |
| Posició | País          | Guanyats | Perduts | Qual.   |
| ------- | ------------- | -------- | ------- | ------- |
| 1       | Bohèmia       | —        | —       | QS      |
| 1       | Hongria       | —        | —       | QS      |
| Sèrie B |               |          |         |         |
| Posició | País          | Guanyats | Perduts | Qual.   |
| 1       | Bèlgica       | 1        | 0       | QS      |
| 1       | Itàlia        | 1        | 0       | QS      |
| 3       | Rússia        | 0        | 2       |         |
| Sèrie C |               |          |         |         |
| Posició | País          | Guanyats | Perduts | Qual.   |
| 1       | Regne Unit    | 1        | 0       | QS      |
| 2       | Alemanya      | 0        | 0       | QS      |
| 3       | Suècia        | 0        | 1       |         |
| Sèrie D |               |          |         |         |
| Posició | País          | Guanyats | Perduts | Qual.   |
| 1       | Àustria       | 2        | 0       | QS      |
| 2       | Països Baixos | 1        | 1       | QS      |
| 3       | Dinamarca     | 0        | 2       |         |

### Semifinals
Els dos millors equips de cada semifinal passen a la final.
| Semifinal A | Semifinal A   | Semifinal A | Semifinal A | Semifinal A |
| Posició     | País          | Guanyats    | Perduts     | Qual.       |
| ----------- | ------------- | ----------- | ----------- | ----------- |
| 1           | Bohèmia       | 3           | 0           | QF          |
| 2           | Països Baixos | 2           | 1           | QF          |
| 3           | Bèlgica       | 1           | 2           |             |
| 4           | Regne Unit    | 0           | 3           |             |
| Semifinal B |               |             |             |             |
| Posició     | País          | Guanyats    | Perduts     | Qual.       |
| 1           | Hongria       | 3           | 0           | QF          |
| 2           | Àustria       | 2           | 1           | QF          |
| 3           | Itàlia        | 1           | 2           |             |
| 4           | Alemanya      | 0           | 3           |             |

### Final
| Final   | Final         | Final           | Final          | Final          | Final         |
| Posició | País          | Victòries equip | Derrotes equip | Victòries Ind. | Derrotes Ind. |
| ------- | ------------- | --------------- | -------------- | -------------- | ------------- |
| Gold    | Hongria       | 3               | 0              | 24             | 8             |
| Silver  | Àustria       | 2               | 1              | 24             | 20            |
| Bronze  | Països Baixos | 1               | 2              | 14             | 30            |
| 4       | Bohèmia       | 0               | 3              | 14             | 18            |